# Sham Shui Po (stacja MTR)
Sham Shui Po (chiński: 深水埗) – jedna ze stacji MTR, systemu szybkiej kolei w Hongkongu, na Tsuen Wan Line. Została otwarta 17 lutego 1982. Stacja jest utrzymana w kolorze morskim.
Znajduje się w obszarze Sham Shui Po.